# راینر پلاشنریچ
راینر پلاشنریچ (انگلیسی: Reiner Plaßhenrich؛ زادهٔ ۱۲ دسامبر ۱۹۷۶) بازیکن فوتبال اهل آلمان است.
از باشگاه‌هایی که در آن بازی کرده‌است می‌توان به باشگاه فوتبال گروتر فورث، باشگاه فوتبال پادربورن، و باشگاه فوتبال آلمانیا آخن اشاره کرد.